# Konrad-von-Soest-Preis
Der Konrad-von-Soest-Preis ist ein Kunstpreis, der seit 1952 in der Regel alle zwei Jahre vom Landschaftsverband Westfalen-Lippe verliehen wurde. Im Jahr 2022 wurde das Vergabeverfahren überarbeitet, sodass die Vergabe des Preises ab 2023 in einem fünfjährigen Zyklus erfolgt. Er wurde nach dem westfälischen Maler Conrad von Soest (* um 1370, † nach 1422) benannt. Mit ihm werden nationale und internationale bildende Künstler geehrt, die „besonders herausragende Leistungen auf dem Gebiet der Bildenden Kunst vergeben“ erbracht haben. Die Fördersumme beträgt 35.000 Euro. Die Preisvergabe ist verbunden mit einer Ausstellung im LWL-Museum für Kunst und Kultur in Münster. Für die Ausstellung soll ein "ortsspezifisches Werk oder eine andere künstlerische Verbindung zu Westfalen-Lippe geschaffen werden".
Der Konrad-von-Soest-Preis ist eine von fünf Auszeichnungen, die der Landschaftsverband Westfalen-Lippe regelmäßig an Künstler bzw. Forscher vergibt. Die weiteren Preise waren bis 2022 der seit 1953 alle zwei Jahre vergebene Annette-von-Droste-Hülshoff-Preis (Westfälischer Literaturpreis), der seit 1959 alle sechs Jahre vergebene Hans-Werner-Henze-Preis (Westfälischer Musikpreis), der seit 1979 alle drei Jahre vergebene Karl-Zuhorn-Preis (Wissenschaftspreis) sowie der seit 1983 jährlich vergebene Förderpreis für Westfälische Landeskunde. Die Vergaberichtlinien der LWL-Kulturpreise wurden 2022 insgesamt umfassend umgestaltet.

## Preisträger
- 1952 Fritz Winter
- 1954 Karl Ehlers
- 1956 Emil Schumacher
- 1958 Josef Albers
- 1960 Otto Coester
- 1962 Hubert Berke
- 1964 Ernst Hermanns
- 1966 Irmgart Wessel-Zumloh
- 1968 Otto Piene
- 1970 Friedrich Gräsel
- 1972 Ferdinand Spindel
- 1974 Klaus Rinke
- 1976 Hans Kaiser
- 1978 Hugo Kükelhaus
- 1980 Bernd und Hilla Becher
- 1982 Reiner Ruthenbeck
- 1984 Ulrich Rückriem
- 1986 Ulrich Erben
- 1988 Timm Ulrichs
- 1990 Anna und Bernhard Blume
- 1992 Rosemarie Trockel
- 1994 Paul Isenrath
- 1996 Martin Kippenberger
- 1998 Holger Bunk
- 2000 Barbara Klemm[2]
- 2002 Katharina Fritsch[3]
- 2004 Martin Honert[4]
- 2006 Erich Reusch[5]
- 2009 Rune Mields[6]
- 2011 Johanna Reich[7]
- 2014 Jürgen Stollhans[8]
- 2016 Andreas Siekmann[9]
- 2018 Tatjana Doll[10]
- 2023 Esra Ersen[11]